# Caryocaraceae
Caryocaraceae — невелика родина квіткових рослин, що складається з двох родів із 26 видами. Батьківщиною родини є тропічні регіони Центральної та Південної Америки, а також Вест-Індії.